# Substitutionsprinzip (Statistik)
Das Substitutionsprinzip ist eine Methode der Schätztheorie, eines Teilgebiets der mathematischen Statistik, zur Gewinnung von Schätzfunktionen. Wichtiger Spezialfall des Substitutionsprinzips ist die Momentenmethode. Ein durch das Substitutionsprinzip gewonnener Schätzer wird im Englischen als plug-in estimator oder substitution estimator bezeichnet.

## Formulierung
Gegeben sei eine Menge {\displaystyle {\mathcal {P}}} von Wahrscheinlichkeitsverteilungen auf den reellen Zahlen. Seien die Zufallsvariablen {\displaystyle X_{1},X_{2},\dots ,X_{N}} unabhängig identisch verteilt gemäß einem {\displaystyle P_{0}\in {\mathcal {P}}} und sei {\displaystyle X=(X_{1},X_{2},\dots ,X_{N})}.
Geschätzt werden soll ein Funktional
{\displaystyle q\colon {\mathcal {P}}\to \mathbb {R} }
von der Form
{\displaystyle q(P)=\int _{\mathbb {R} }f(x)\mathrm {d} P}.
Dann ist
{\displaystyle {\hat {q}}(X)={\frac {1}{N}}\sum _{i=1}^{N}f(X_{i})}
eine mögliche Schätzfunktion für {\displaystyle q}

## Beispiel: Momentenmethode
Ein Beispiel des Substitutionsprinzips ist die Momentenmethode. Soll das {\displaystyle n}-te Moment geschätzt werden, so ist das zu schätzende Funktional von der Form
{\displaystyle q(P)=\int _{\mathbb {R} }x^{n}\mathrm {d} P},
es ist also {\displaystyle f(x)=x^{n}}. Das Substitutionsprinzip liefert somit den Schätzer
{\displaystyle {\hat {q}}(X)={\frac {1}{N}}\sum _{i=1}^{N}X_{i}^{n}}.
Dasselbe Vorgehen für eine zu schätzende Funktion {\displaystyle f=f(x,x^{2},\dots ,x^{n})} liefert somit die Momentenmethode.

## Allgemeine Fassung
Die obige Version lässt sich noch allgemeiner fassen, wodurch auch die Namensgebung klarer wird. Gegeben sei wieder eine Menge von Wahrscheinlichkeitsverteilungen {\displaystyle {\mathcal {P}}} sowie {\displaystyle X_{1},X_{2},\dots ,X_{N}} unabhängig identisch verteilte Zufallsvariablen gemäß einem {\displaystyle P_{0}\in {\mathcal {P}}} und sei {\displaystyle X=(X_{1},X_{2},\dots ,X_{N})}. Zu schätzen ist ein Funktional
{\displaystyle q\colon {\mathcal {P}}\to \mathbb {R} }.
Anstatt das Funktional nun direkt zu schätzen, wird zuerst ein Schätzer
{\displaystyle {\hat {P}}_{N}=p_{N}(X_{1},X_{2},\dots ,X_{N})}
für {\displaystyle P} herangezogen. Hierbei ist {\displaystyle p_{N}} eine passend  gewählte messbare Funktion. Nun wird das Wahrscheinlichkeitsmaß {\displaystyle P} durch die entsprechende Schätzung mittels {\displaystyle {\hat {P}}_{N}} substituiert und die so gewonnene Funktion {\displaystyle q({\hat {P}}_{N})} als Schätzfunktion verwendet. Im obigen Spezialfall wird beispielsweise die Wahrscheinlichkeitsverteilung auf den reellen Zahlen durch die empirische Verteilung substituiert.